# The Red Apple
The Red Apple es un rascacielos residencial de 40 plantas y 124 metros de altura situado en Róterdam. El edificio fue coronado en 2008 e inaugurado al año siguiente. La torre cuenta con 121 apartamentos y 338 plazas de aparcamiento, mientras que The Kopblok, edificio complementario a la torre de 53 metros de altura, cuenta con 79 apartamentos y oficinas. Los bajos del edificio cuentan con locales comerciales.